# 武仙座43
武仙座43，又名BD+08 3271，HD 151217、SAO 121843、HR 6228，是武仙座的一颗恒星，视星等为5.15，位于銀經26.03，銀緯31.77，其B1900.0坐标为赤經16h 41m 1.7s，赤緯+8° 31.77′ 53″。